# Залаве (Лодзинське воєводство)
Залаве (пол. Załawie) — село в Польщі, у гміні Житно Радомщанського повіту Лодзинського воєводства.
У 1975-1998 роках село належало до Ченстоховського воєводства.